# Michele Marotta
Michele Marotta (Potenza, 16 giugno 1913 – 27 settembre 1972) è stato un politico italiano.

## Biografia
Laureato in scienze economiche, è commercialista e insegnante. È stato eletto deputato della Democrazia Cristiana nella prima legislatura repubblicana, nell'aprile 1948, rimanendo in carica ininterrottamente fino alla quinta, nel maggio 1972. Ha ricoperto il ruolo di sottosegretario di Stato per le partecipazioni statali nel Governo Zoli (in carica dal 1957 al 1958).
Muore pochi mesi dopo la fine del mandato parlamentare, nel settembre 1972, all'età di 59 anni.